# إبرودن (إيكسان)
إبرودن هو دُوَّار يقع بجماعة إيكسان، إقليم الناظور، جهة الشرق في المملكة المغربية. ينتمي الدوّار لمشيخة إيكسان التي تضم 12 دوار. يقدر عدد سكانه بـ 345 نسمة حسب الإحصاء الرسمي للسكان والسكنى لسنة 2004.

## روابط خارجية
- البوابة الوطنية للجماعات الترابية
- المندوبية السامية للتخطيط